# دالة لامية

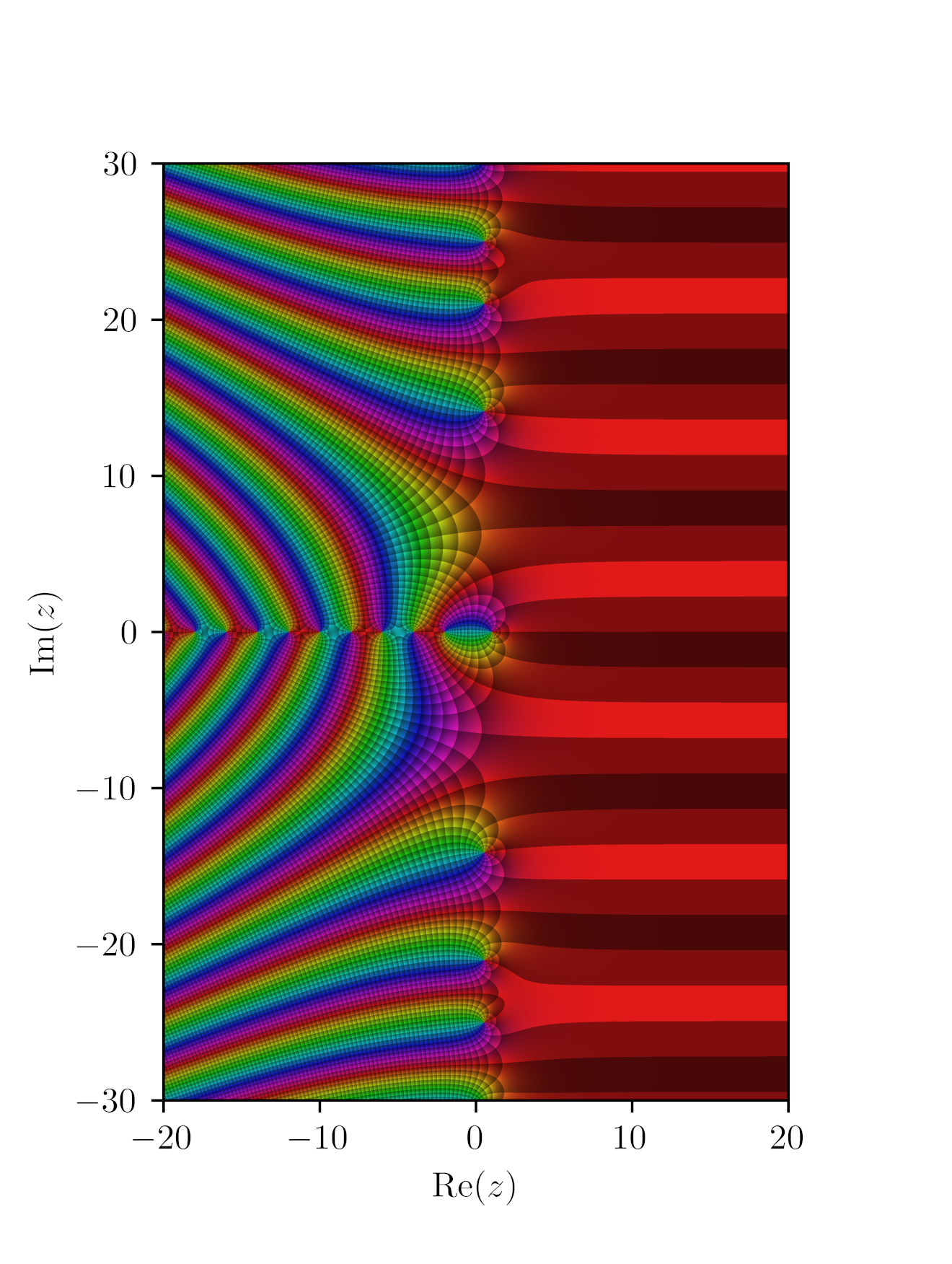
دالة زيتا لريمان يمكن أن يُنظر إليها as the archetype لجميع الدوال اللامية.

في الرياضيات، دالة لامية (بالإنجليزية: L-Function)‏ هي دالة جزئية الشكل معرفة على المستوى العقدي. صارت الدوال اللامية جزءا جوهريا من نظرية الأعداد التحليلية. ولكنها، ما زالت إلى حد كبير مبنية على الحدسيات. في هذا الإطار، أنشأت عدة تعميمات لدالة زيتا لريمان وللمتسلسلة اللامية المتعلقة بحرف دركليه.

## التسمية
اجتهاد شخصي.

## الإنشاء
انظر إلى قطب (تحليل عقدي).